# Coamorpha innoxia
Coamorpha innoxia är en fjärilsart som beskrevs av William Schaus 1910. Coamorpha innoxia ingår i släktet Coamorpha och familjen Megalopygidae. Inga underarter finns listade i Catalogue of Life.